# Pierre Damien
Pierre Damien (en latin Petrus Damianus, en italien Pietro Damiano), né en 1007 à Ravenne (Italie) et mort le 21 ou le 22 février 1072 à Faenza (Italie), est un moine-ermite camaldule du XIe siècle qui devint évêque, puis cardinal. Bien que n'ayant jamais été canonisé officiellement, il a été considéré comme un saint dès son décès. Son culte (dulie) fut approuvé et étendu à l'ensemble du monde catholique en 1823 par le pape Léon XII, qui le déclara également Docteur de l'Église en 1828. Il est commémoré le 21 février par le Calendrier liturgique romain.

## Biographie

### Enfance
Selon la tradition, il est né « cinq ans après la mort de l'empereur du Saint-Empire Otton III » (1002) dans une famille noble désargentée. Placé sous la garde de l'un de ses frères, il devient porcher. Il est ensuite recueilli par un autre de ses frères, archiprêtre de Ravenne, qui le place à l'école. En signe de gratitude, Pierre accole alors à son prénom celui de son frère, Damien. L'enfant accomplit de rapides progrès, au point d'aller à l'université, d'abord à Ravenne, puis à Faenza, et à Parme. Il devient lui-même professeur de rhétorique.

### Vie monacale
Devenu adulte, il se découvre une vocation d'ermite et se retire en 1035 au monastère de Fonte Avellana dans l'actuelle province de Pesaro et d'Urbino dans les Marches, fondé quelques années plus tôt par saint Romuald de Ravenne, fondateur des Camaldules. Pierre Damien rédigera par la suite une Vita Romualdi (1042). Il se distingue alors par la rigueur des pénitences qu'il s'inflige. En 1043, il devient le prieur du monastère. Il s'engage avec vigueur dans le mouvement de réforme promu par les papes, notamment Alexandre II et Grégoire VII.

### Lutte contre les dérives
Il devient célèbre pour la vigueur de ses sermons contre la simonie et le nicolaïsme. En 1051, il rédige Le Livre de Gomorrhe, où il dénonce les vices des moines et du clergé homosexuels, dont il exige le renvoi de l'Église. Léon IX approuve le renvoi définitif des clercs coupables de coït intercrural ou anal, mais refuse toutefois d'accéder à l'intégralité de sa requête, autorisant les clercs coupables de délits sexuels moins graves à reprendre leur charge, sous certaines conditions néanmoins. Dans le Liber gratissimus, Pierre Damien propose que les coupables de simonie soient réhabilités à condition qu'ils reconnaissent leur faute, s’engagent par serment à ne pas recommencer et à consentir de s'infliger des pénitences imposées, après quoi ils peuvent reprendre l’exercice de leur ordre. Il unit la simonie à l’avarice et aux désordres qu’elle provoque dans le gouvernement de l’Église. De même qu’Humbert de Moyenmoutier a établi une équivalence entre le simoniaque, l’avare et l’usurier, Pierre Damien déclare que l’avare est l’égal de l’hérétique (aequatur hereticis). Par ailleurs, méfiant à l'égard de la dialectique, il considère qu'elle doit être au service de la foi.

### Statut de cardinal-évêque
Il prend part à de nombreux synodes. Le 30 novembre 1057 ou le 22 mars 1058, il est élevé à la dignité de cardinal-évêque d'Ostie par Étienne IX. À la mort de ce dernier, Pierre prend parti contre l'antipape Benoît X. En 1059, il est envoyé comme légat dans l'archevêché de Milan, où règne la simonie et où la plupart des prêtres sont mariés. Avec l'aide des Patarins, partisans du célibat des clercs, il rétablit l'ordre et obtient la soumission de l'archevêque et du clergé local. Il prend part à la condamnation de Bérenger de Tours, opposé à la transsubstantiation. Au synode de Latran (1059), il fait adopter le canon interdisant aux fidèles d'entendre la messe d'un prêtre marié ou concubin. En 1060, il devient administrateur du diocèse de Gubbio.

### Légat du pape et monastère
En 1063, il remplit deux légations, à Florence et en France. En France, il intervient dans un différend entre Hugues de Cluny, abbé de Cluny, et Drogon, évêque de Mâcon, pour savoir si l'abbaye était exempte de le juridiction épiscopale et dépendant uniquement du pape. Au concile de Chalon, en septembre 1063, il a tranché en faveur de l'abbaye de Cluny. Pendant l'été il est passé à l'abbaye Saint-Martial de Limoges, puis au prieuré de Souvigny où il a consacré l'église. Après le concile de Chalon il s'est rendu à Besançon avant de s'en retourner au monastère de Fonte Avellana, le 27 octobre. À Florence, il est intervenu pour une accusation de simonie porter par des moines contre l'évêque Pietro Mezzabarba. Cette accusation lui ayant paru peu fondée, il a été accusé de pactiser avec les simoniaques par ces moines.
En 1069, il est envoyé en légation en Germanie pour empêcher l'empereur du Saint-Empire Henri IV de divorcer d'avec Berthe de Turin qu'il avait épousée deux ans auparavant. Ayant réuni un synode à Francfort, il a réussi à faire revenir l'empereur sur sa décision. Après quoi, il retourne au monastère de Fonte Avellana pour une période plus longue.

### Derniers temps
En 1071, il se rend au Mont Cassin pour la consécration de l'église abbatiale. Au début de l'année suivante, il va à Ravenne pour rétablir la paix avec Henri IV, qui avait été interdit pour avoir soutenu l'antipape Honorius II.
Sur le chemin du retour vers l'ermitage de Gamogna (l'un des nombreux qu'il a fondés), une fièvre soudaine l'oblige à s'arrêter à Faenza. Il est hébergé au monastère bénédictin de Sainte-Marie-des-Anges (Santa Maria foris portam, aujourd'hui Santa Maria Vecchia), où il meurt dans la nuit du 21 au 22 février 1072. Il est aussitôt enterré par les moines, anxieux de perdre ses reliques. Après avoir été transféré 6 fois, le corps de Pierre Damien repose depuis 1898 dans une chapelle qui lui est dédiée à la cathédrale de Faenza.

## Postérité
Bien qu'il n'ait jamais été canonisé formellement, un culte local lui est rendu dès le moment de sa mort à Faenza, au Mont-Cassin, à Cluny et à Fonte-Avellana. En 1823, le pape Léon XII étend sa fête à l'Église universelle et le proclame Docteur de l'Église le 27 septembre 1828.
L'Église catholique le célèbre le 21 février. On l'invoque pour la migraine et la fatigue intellectuelle, en rapport avec ses nombreuses études. Il a laissé quelques écrits, imprimés à Paris en 1642 et 1643, in-folio.
Saint Pierre Damien, ermite puis évêque d'Ostie et cardinal, est Docteur de l'Église.

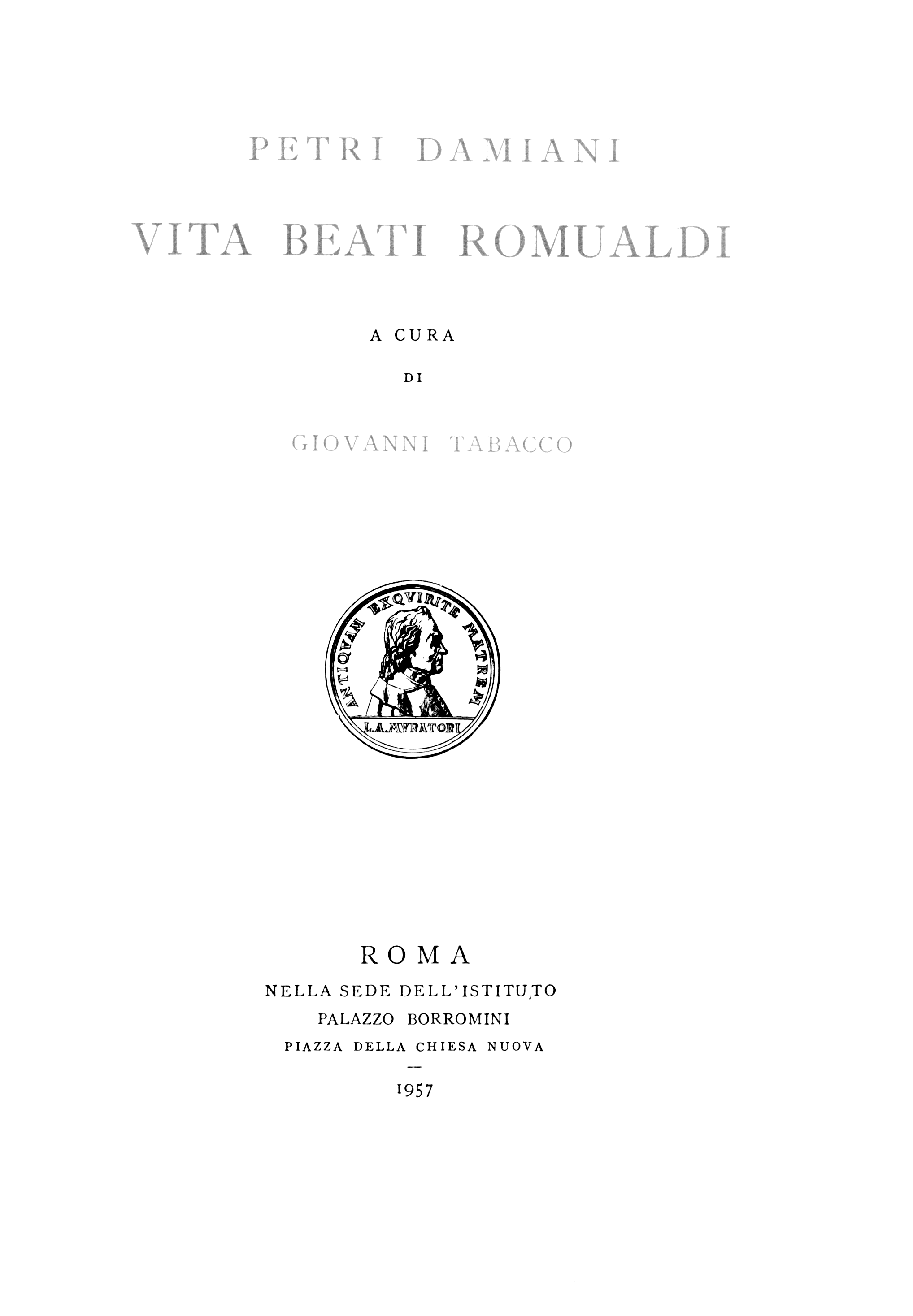
Vita Beati Romualdi.

## Œuvre
Son œuvre consiste surtout en une imposante correspondance (158 lettres) et des sermons (75). Il est également l'auteur d'hagiographies et de traités, parmi lesquels :
- De divina omnipotentia, sur la puissance de Dieu (Lettre sur la toute-puissance divine, Paris, Éditions du Cerf, 1972 (texte avec traduction)[12] ;
- Une disputatio avec un Juif sur le problème de la Trinité et du Messie ;
- Liber gratissimus, dédié à l'archevêque Henri de Ravenne, contre la simonie[13] ;
- De brevitate vitæ pontificum romanorum, sur la courte vie accordée aux papes[14] ;
- Le Livre de Gomorrhe[15] [Lettre 31, adressée au pape Léon IX, vers 1050], éd. C. Gaetani dans Patrologie Latine, éd. Jacques-Paul Migne, t. 145, c. 161-190 ; trad. anglaise Pierre Payer, Book of Gomorrah : An Eleventh-Century Treatise against Clerical Homosexual Practices, Waterloo (Ontario), Presse universitaire Wilfrid Laurier, 1982.

## Écrits
Prier au singulier comme au pluriel

« Si ceux qui croient dans le Christ sont « un » (cf. Jn 17, 21), partout où l'un d'entre eux se trouve physiquement, le Corps de l'Église tout entier est là par le mystère sacramentel. Et tout ce qui convient au Corps entier semble convenir à chacun des membres. C'est ainsi donc que ce qu'exprime la communauté ecclésiale peut s'appliquer parfaitement à chacun de ses membres et ce que chacun exprime peut être attribué à l'Église tout entière.
Voilà pourquoi, quand plusieurs fidèles se trouvent ensemble, il n'est pas déplacé de dire tous ensemble : Je bénirai le Seigneur en tout temps, sa louange sans cesse à mes lèvres (Ps 33, 1), ni quand je me trouve seul, de proclamer : Magnifiez avec moi le Seigneur, exaltons tous ensemble son nom (Ps 33, 4) et bien d'autres expressions semblables. La solitude de l'un ne porte pas préjudice à la pluralité, et la multitude des fidèles ne supprime pas l'unité. La puissance de l'Esprit-Saint qui habite chacun des fidèles et les enveloppe tous ensemble fait ici de la solitude pluralité, et là, de la multitude unité. »

— St Pierre Damien, Opuscule XI, 6, trad. L.-A. Lassus, Pierre Damien : Du désert à l'action, Paris, Migne, coll. « Les Pères dans la foi » 48, 1992, p. 22-23.
- (la) Pierre Damien, S. Petri Damiani S. R. E. cardinalis episcopi ostiensis, ordinis S; benedicti, e congregatione Fontis Avellanæ. Opera omnia, collecta primum ac argumentis et notationibus illustrata, Jacques-Paul Migne, coll. « Patrologia latina », 1853 (lire en ligne).

## Pierre Damien dans laDivine Comédie
Pierre Damien est cité par Dante Alighieri dans le Chant XXI du Paradis, dans la Divine Comédie. Il est associé aux Appenins, à la bosse de Catrie (Monte Catria). 

« Je me vouais entier à Dieu,
 Me nourrissant d'huile d'olive pour tenir été comme hiver, 
Heureux de ma contemplation.
 Mon Cloître,
Moi, Pierre Damien j'y vivais.
 On m'appelait Pierre Pêcheur à Notre-Dame de Lorette. »